# Antoni Rovira
 (novembre 2018).
Si vous disposez d'ouvrages ou d'articles de référence ou si vous connaissez des sites web de qualité traitant du thème abordé ici, merci de compléter l'article en donnant les références utiles à sa vérifiabilité et en les liant à la section « Notes et références ».
Antoni Rovira i Virgili, né à Tarragone le 26 novembre 1882 et mort à Perpignan le 5 décembre 1949, est un journaliste, linguiste et homme politique catalan, militant d'Esquerra Republican de Catalunya et président du Parlement de Catalogne en exil durant le franquisme.

## Biographie
Né en 1882 à Tarragone, Antoni Rovira i Virgili s'installe à Barcelone en 1900 pour y étudier le droit, carrière qu'il poursuit sur une période de 15 ans. Il épouse Maria Comas avec qui il emménage dans le quartier barcelonais d'Horta en 1916. Le couple aura deux enfants : Teresa et Antoni.

### L'exil
À cause de sa carrière politique, il doit fuir le pays une fois l'occupation franquiste achevée. Il s'exile d'abord à Montpellier puis à Perpignan. Il raconte son exil en France d'une manière très personnelle dans Els darrers dies de la Catalunya republicana (Les derniers jours de la Catalogne républicaine). Memòries de l'èxode català (Mémoires de l'exode catalan) narre les faits de l'occupation catalane par les troupes franquistes. Écrit en 1939, il est publié pour la première fois à Buenos Aires en 1940 dans la revue Catalunya. Il y a eu plusieurs rééditions : Curial (1976), Premsa Catalana (1989) et Proa (1999). L'éditeur Quim Torra définit l'œuvre comme « Un essai à mi-chemin entre un journal et un reportage ». Tout comme Rovira i Virgili, d'autres auteurs ont raconté ce qu'ils ont vécu lors de leur première étape en exil en France dans leurs Mémoires comme De lluny i de prop (1973) de Lluís Ferran de Pol, ou L'exiliada (1976) d'Artur Bladé i Desumvila.

### Parcours journalistique
Antoni Rovira i Virgili est journaliste et rédacteur en chef de plusieurs publications spécialisées en politique étrangère et en histoire nationale de la Catalogne. Il a entre autres collaboré à El Poble Català, L'Esquella de la Torratxa, La Mainada, La Nació, La Veu de Catalunya, La Publicitat, Mirador, La Humanitat i Meridià et il a fondé et dirigé la Revista de Catalunya (1924) et le journal La Nau (1927). À Tarragone, il a fondé et dirigé l'hebdomadaire La Avanzada. Il a aussi collaboré à la revue Iberia et a rédigé le Manifest dels Catalans (Manifeste des Catalans), un document à caractère francophile. De ses articles publiés dans Iberia va être tiré le recueil Les valors ideals de la guerra (1916).
Il est l'auteur de plusieurs livres sur le fait national dont certains se démarquent tels Història dels moviments nacionals, El nacionalismo catalán, Nacionalisme i federalisme i Història nacional de Catalunya. En 1937, il gagne le prix Valentí Almirall du meilleur recueil d'articles journalistiques.

### Carrière politique
Son implication politique commence à Tarragone avec la fondation de la Jeunesse Fédérale. Après quelques années de militantisme dans l'Union Fédérale Nationaliste Républicaine, il l'abandonne au moment de la signature du Pacte de Sant Gervasi. Le 15 octobre 1914, il prononce une conférence au Centre Autonome des Commerçants et de l'Industrie où il revendique « la nécessité que tout nationalisme tienne une politique internationale ».
Il participe activement à l'instauration de la Mancommunauté de Catalogne avec Enric Prat de la Riba puis fonde le parti Acció Catalana en 1922. Après la dictature de Primo de Rivera (1923-1930) et l'instauration de la Seconde République espagnole en 1931, il milite dans Esquerra Republicana de Catalunya.
Il est élu député au Parlement de Catalogne duquel il devient membre de la députation permanente, des Commissions permanentes de Pétitions, de Reforme du Règlement, de la Gouvernance, de la Culture et de la Justice et du Droit, ainsi que des Commissions de Règlement intérieur et de Constitution et de Loi Municipal.
Le 1er octobre 1938, il est élu vice-président du Parlement, ce qui lui donne la charge de la Présidence intérimaire de la Chambre, que Josep Irla devait occupé, et aussi de manière intérimaire, la Présidence de la Généralité, à la suite de l'assassinat de Lluís Companys par les franquistes en octobre 1940.
À la fin de la Seconde Guerre Mondiale il fait partie, en France, du Gouvernement du Président Irla, et en 1946 il s'installe à Perpignan, d'où il continue à écrire des livres qui seront publiés de manière posthume. Il écrit aussi des livres sur la préhistoire de la Catalogne.

### Linguiste
Antoni Rovira i Virgili condamne les noms des lettres de l'alphabet castillan (efe, ele, eme, ene, esse), et leur redonne leurs noms traditionnels (ef, el, em, en, es), divergeant sur ce point avec Pompeu Fabra. D'un autre côté, entre 1923 et 1928, il défend publiquement la langue auxiliaire internationale, l'espéranto, dans divers articles et éditoriaux de publications comme La Publicitat ou La Nau. En effet, quelques années avant au El crim de Pere Poc, une des narrations d'Episodis (1909) et qui selon Magí Sunyer raconte divers faits autobiographiques (un jeune étudiant tarragonais de droit à Barcelone, avec des difficultés économiques et qui devra passer du temps en prison), le protagoniste « a une passion noble, qui constitue son seul et unique fanatisme: l'esperanto ».

## Postérité
À partir de 1991, l'université publique de Camp de Tarragone, et postérieurement aussi des Terres de l'Ebre, porte son nom : Université Rovira i Virgili (URV). Dans le quartier barcelonais de la Font d'en Fargues (Fontaine de la Forge) est conservée la Torre Maria, où il a vécu avant la guerre civile.

## Œuvres
Il fut l'auteur de très nombreux libres sur le fait national, entre lesquels on peut détacher 
- Història dels moviments nacionals,
- Història nacional de Catalunya (7 volumes publiés, 1922-1934),
- Debats sobre catalanisme (1915),
- Les valors ideals de la guerra (1916),
- El nacionalismo catalán (1917),
- Nacionalisme i federalisme (1917),
- Pau Claris (1922),
- Els grans catalans del Vuit-cents (1928),
- Teatre de la natura (1928),
- Els polítics catalans (1929),
- Defensa de la democràcia (1930), traduite à l'anglais sous le nom de In Defence of Democracy (Publications URV, 2012),
- Catalunya i la República (1931),
- Resum d’història del catalanisme (1936),
- Valentí Almirall (1938),
- Quinze articles (1938),
- Els darrers dies de la Catalunya republicana (1940, 1976),
- La collita tardana, poemes (1947)
- Diccionari català-castellà i castellà-català (1913),
- Gramàtica catalana,
- Llibre de lectura escolar.

Publiés de manière posthume :
- Teatre de la ciutat (1963),
- Els corrents ideològics de la Renaixença Catala.